# Душан Мугоша
Душан Мугоша Дућ (Љешкопоље, код Подгорице, 7. јануар 1914 — Београд, 8. август 1973) био је учесник Народноослободилачке борбе у Југославији и Народноослободилачке борбе у Албанији, друштвено-политички радник СФР Југославије, СР Србије и САП Косова и народни херој Југославије. Од 4. априла 1960. до 18. јуна 1963. године обављао је функцију председника Народне скупштине Аутономне Косовско-Метохијске Области.

## Биографија
Душан Мугоша рођен је 7. јануара 1914. године у Љешкопољу код Подгорице, у земљорадничкој породици. Нижу гимназију завршио је у Пећи, а вишу, коју је почео у Призрену, морао је да напусти због своје политичке активности. Још током школовања повезао се са комунистима и напредним омладинцима.
Члан Комунистичке партије Југославије постао је 1934. године. За члана Месног комитета КПЈ у Пећи изабран је 1938. године, а на Обласној конференцији 1940. године изабран је за члана Окружног комитета КПЈ за Косово и Метохију. Због револуционарног рада био је често хапшен и прогањан, а после демонстрација у Пећи маја 1940. године, повукао се у илегалност.

### Други светски рат
Одмах по избијању рата, активно је учествовао у организовању устанка на Косову и Метохији. На позив секретара Окружног комитета КПЈ за Косово и Метохију, Миладина Поповића, а по одлуци Централног комитета КПЈ, крајем 1941. године отишао је у Албанију. Заједно са Миладином Поповићем дао је значајан допринос ослободилачкој и револуцонарној борби албанског народа. Радио је на стварању организација Комунистичке партије Албаније, организација Комунистичке омладине Албаније, као и на формирању борбених и диверзантских група за борбу против фашистичких окупатора и њихових сарадника.
У пролеће 1942. године, ослободилачки покрет у Албанији је нагло растао и постајао све масовнији, тако да је постало неопходно да се успостави непосредни контакт са ЦК КПЈ и командантом Јосипом Брозом Титом. Требало је да Коминтерна дефинитивно призна КП Албаније. Такође је требало добити потребне савете и сугестије од ЦК КПЈ. Због тога, 25. маја 1942. године Душан креће из Албаније у Југославију. Пробијајући се преко непроходних терена Албаније и Југославије, кријући се од непријатеља све док у рејону Игмана није наишао на пролетерску бригаду, исцрпљен од напора. После 82 дана упорног тражења, стигао је до Врховног штаба и ЦК КПЈ у западној Босни.
На ослобођеној територији је остао месец дана упознајући се са искуствима Народноослободилачког покрета, радом Партије и органа власти у новим условима, а потом се вратио у Албанију са писмом Коминтерне и писмом Тита комунистима Албаније. По повратку у Албанију учествовао је у припремама за одржавање Прве земаљске конференције КП Албаније. Од априла до августа 1943. године радио је у јужној Албанији на формирању партијских организација, партизанских одреда и Оперативног штаба Прве зоне (Валона и Аргирокастро). Партијски руководилац Прве албанске бригаде постао је по њезином формирању средином августа 1943. године.
После успешно обављеног задатка, вратио се маја 1944. године у Југославију, где је преузео нове дужности. Учествовао је у формирању Прве, Треће, Четврте и Пете косовско-метохијске бригаде и Оперативног штаба за Косово и Метохију, у коме је вршио дужност помоћника политичког комесара.

### Послератна каријера
Након ослобођења Југославије био је на разним партијским и државним функцијама:
- секретар Обласног комитета КПС за Косово и Метохију од фебруара 1956. до 1965. године
- председник Народне скупштине Аутономне Косовско-Метохијске Области од 4. априла 1960. до 18. јуна 1963. године
- члан Централног комитета Савеза комуниста Србије и члан ЦК СКЈ
- посланик Савезне скупштине
- члан Главног одбора Социјалистичког савеза радног народа Србије
- члан Централног одбора СУБНОР Југославије
- члан Савета федерације

Умро је 8. августа 1973. године у Београду и сахрањен је у Алеји заслужних грађана на Новом гробљу.
Носилац је Партизанске споменице 1941., Ордена народног ослобођења, албанских одликовања Ордена споменице и Ордена заставе, те осталих високих страних и југословенских одликовања. Орденом народног хероја одликован је 6. јула 1953. године.